# Mission Revival-architectuur

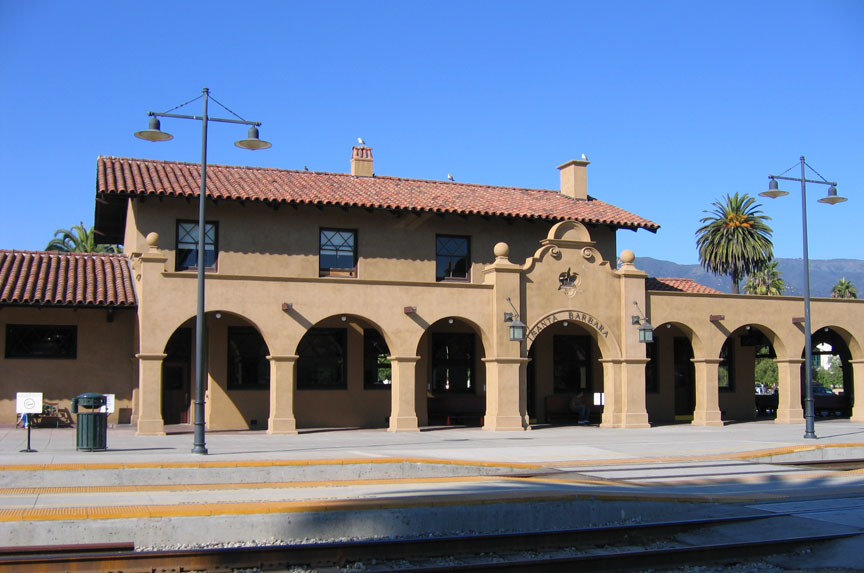
Het spoorwegstation van Santa Barbara (Californië) uit 1902 is een voorbeeld van de Mission Revival-stijl.

Mission Revival-architectuur (Engels: Mission Revival Style) was een bouwstijl die aan het einde van de 19e eeuw opkwam in de Verenigde Staten. De stijl wordt gekenmerkt door een heropleving (revival) en herinterpretatie van de Spaanse koloniale architectuur zoals die in de late 18e en vroege 19e eeuw uitgewerkt werd in de Spaanse missies in Californië (zie architectuur van de Californische missies). De bouwstijl was het populairst tussen 1890 en 1915 en werd toegepast op residentiële, commerciële en institutionele bouwwerken, vooral scholen en stationsgebouwen. Uiteindelijk evolueerde de Mission Revival-stijl en werd ze opgeslokt door de meer uitgesproken Spanish Colonial Revival-architectuur, die in 1915 op de Panama-California Exposition tot stand kwam.